# Neckera tenera
Neckera tenera là một loài rêu trong họ Neckeraceae. Loài này được Hornsch. mô tả khoa học đầu tiên năm 1840.